# 方廣
方廣或方廣经，又作方等或方等经，又作廣破、有明，亦譯為廣大、廣博、廣解、廣平、无比等，音译作毗佛略、毘富羅、鞞佛略、斐佛略、斐肥儸、为头离、毗陀罗（毗、毘通用，略、畧通用）等，有時冠以“大”（mahā）稱爲“大方廣”（Mahā-vaipulya）、“大方等”（Mahā-vaitulya）；佛家語，指“言辭广博、眾生平等的甚深之法”，爲部派佛教十二分教和九分教之一，大乘佛教把菩薩藏相應教當作方廣，故用為大乘佛教之代称。

## 词源词义
梵语和巴利语各有几个词源。
- vaipulya：梵語對應巴利語[3]，詞根系梵語vipula[4]，廣大之义。漢譯多作“方廣”；“方”釋爲“理正”、“一佛乘無德不包”、“真解無偏”、“語正”；“廣”釋爲“文富”、“理包無限”、“義備”、“言多”。簡單而言，就是言其辭語玄妙、義理廣博。[2]
- vaidalya：巴利語，梵語作，詞根vidal-，破之义，義爲言辭廣博，能破無智[5]。漢譯作“廣破”；以破無智而顯智慧而言，又譯爲「智解」、“有明”，如巴利經典譯為《有明大经》，譯為《有明小经》。也可解釋為有針對性的提問，佛陀之開示廣博玄妙，破無明黑暗，在十二分教中常見類似問答體裁[6]。
- vaitulya：梵語對應巴利語[7]，來自詞綴vi-（離、无之义）与詞根tulā-（匹对、对比，或平衡之义），合起来译为“无比”，言其义理广博无能匹敌[1]；又译作“方等”，其中的“方”即是方廣、方正，而“等”也可說是平等，指佛性平等，也可說是從“無比”而來，即眾生無高低之比較，一概本性平等[8]。

## 概论

### 部派佛教
方廣本是部派佛教十二分教或九分教之一，因以大乘理論爲主要內容，故在大乘佛教興起後，特用以指稱大乘佛教及其理論，稱方等部。

### 大乘方廣
在大乘佛教經典中，有時冠以“大”（或譯“摩訶”；mahā）稱爲“大方廣”（Mahā-vaipulya）、“大方等”（Mahā-vaitulya），再突出其義理宏大，如《大方广佛华（花）严经》、《大方等如来藏经》、《大方等大集经》、《大方广地藏十轮经》。
圓教（天台宗、華嚴宗）認為，釋迦佛在對應眾生根機說不同程度的佛法，稱爲五时八教，五時說法的第三时即“方等時”，在阿含经（阿含時）之後，因佛說阿含經後见一切闻法者信心堅定，於是開始“大乘、小乘”一并宣说，又往往在说法中“贬小褒大”，“歎大褒圓”，促其进趨菩萨教法。此時的經典有《維摩詰經》、《思益經》、《楞伽經》、《首楞嚴三昧經》、《金光明經》、《勝鬘經》等。